# ماد ماكس (لعبة فيديو 1990)
ماكس المجنون (بالإنجليزية: Mad Max)‏ ، هي لعبة فيديو من نوع أكشن أنتجت اللعبة سنة 1990م، وهي مقتبسة من فيلم ماكس المجنون.

## مصدر
1. ↑  "Release information". جيم فاكس. مؤرشف من الأصل في 2020-04-14. اطلع عليه بتاريخ 2010-04-27.

## وصلات خارجية
- ماكس المجنون على موقع IMDb (الإنجليزية)

- Mad Max at موبي جيمز
- Mad Max at جيم فاكس